# Aravane Rezaï
Aravane Rezaï (* 14. März 1987 in Saint-Étienne) ist eine französische Tennisspielerin iranischer Herkunft.

## Karriere
2001 und 2005 vertrat Rezaï den Iran bei den Women’s Islamic Games und gewann jeweils Gold. Unmittelbar danach wurde sie als französische Staatsbürgerin Profispielerin auf der WTA Tour. Ihr bislang größter Erfolg bei Grand-Slam-Turnieren war ihr Einzug 2006 ins Achtelfinale der US Open, das sie gegen Jelena Dementjewa verlor. 2007 erreichte sie das Finale des Tier-III-Turniers in Istanbul, 2008 das Finale des Tier-IV-Turniers in Auckland. Im Oktober 2010 war Aravane Rezaï die Nummer 15 der WTA-Weltrangliste. 2010 und 2011 spielte sie insgesamt vier Einzelpartien für die französische Fed-Cup-Mannschaft (2:2).

### 2009
2009 feierte sie ihre ersten größeren Erfolge. Am 23. Mai besiegte sie im Finale von Straßburg die 24-jährige Lucie Hradecká mit 7:62, 6:1 und gewann damit ihren ersten WTA-Titel. Ihr bestes Abschneiden bei einem Grand-Slam-Turnier egalisierte sie mit dem Einzug ins Achtelfinale der French Open, in dem sie dann der Weltranglistenersten Dinara Safina deutlich unterlag. Auf dem Weg dorthin besiegte sie u. a. die Nummer 37 der Welt, Ai Sugiyama. Zum Ende der Saison gewann sie das mit $600.000 dotierte und zur Tour zählende Einladungsturnier in Bali. Im Finale profitierte sie allerdings, mit 7:5 in Führung liegend, von der Aufgabe ihrer Landsfrau Marion Bartoli.

### 2010
Das Jahr begann Rezaï mit einem Halbfinaleinzug beim Medibank International in Sydney, bei dem sie erst von Serena Williams (6:3, 5:7, 4:6) gestoppt wurde. Bei den folgenden Turnieren lief es weniger gut, lediglich in Indian Wells bei den BNP Paribas Open kam sie, u. a. nach einem Sieg gegen Francesca Schiavone, bis ins Achtelfinale.
Den größten Erfolg ihrer Karriere feierte Rezaï im Mai 2010, als sie überraschend das dritte Premier-Mandatory-Turnier des Jahres, die Madrid Open, gewinnen konnte. Nach Siegen u. a. über Justine Henin (4:6, 7:5, 6:0 in Runde eins) und Jelena Janković (7:5, 6:4 im Viertelfinale) bezwang sie im Finale Venus Williams in zwei Sätzen.

### Seit 2011
In Wimbledon war für sie 2011 bereits nach dem Erstrundenmatch gegen die nach fast einjähriger Pause zurückgekehrte Titelverteidigerin Serena Williams Schluss (3:6, 6:3, 1:6). Sie beendete die Saison auf Platz 113 der Weltrangliste.
Bei den WTA-Turnieren von Auckland (gegen Peng Shuai), Barcelona (gegen Julia Görges) und Montreal (erneut gegen Peng) verlor sie 2012 nach überstandener Qualifikation jeweils ihr Erstrundenmatch. Auch in Melbourne schied sie in Runde eins gegen Peng aus, in Wimbledon und in New York verpasste sie das Hauptfeld.
2013 ließ sie die Australian Open aus und bei den French Open kassierte sie erneut eine Erstrundenniederlage (gegen Petra Kvitová). In Wimbledon scheiterte sie gleich in der ersten Qualifikationsrunde. Für den Rest des Jahres bestritt sie kein weiteres Match.
Bei den Australian Open kam sie 2014 ebenfalls nicht über das erste Qualifikationsmatch hinaus. Im Februar kassierte sie beim ITF-Turnier in Grenoble wiederum eine Niederlage im Auftaktmatch. Danach legte Rezaï erneut eine Pause bis zu den French Open 2015 ein. Dort startete sie mit dem Status protected ranking, verlor aber bereits in der ersten Qualifikationsrunde gegen ihre Landsfrau Julie Coin mit 5:7 und 3:6. Im weiteren Saisonverlauf ging sie noch bei zwei kleineren ITF-Turnieren an den Start, kam aber auch dort nicht über die zweite Runde hinaus.
Ihre letzte komplette Profisaison spielte Rezaï 2013. Bis 2019 spielte sie nur noch wenige ITF-Turniere, trat aber 2014 noch bei den Australian Open und 2015 bei den French Open jeweils in der Qualifikation an und verlor jeweils in der ersten Runde. Zwischen Mitte September 2016 und 2021 wurde Rezai nicht mehr in der Weltrangliste geführt.
2021 spielte Rezaï fünf ITF-Turniere, bevor sie wieder aussetzte. Ihr letztes Comeback begann im Juli 2023; seither spielt sie regelmäßig auf der ITF-Tour.

## Persönliches
Rezaï hat eine Schwester, Caminde, und einen Bruder, Anauch, der Tenniscoach ist. Ihre Mutter Nouchine ist Physiotherapeutin und ihr Vater Arsalan war Automechaniker. Beide Elternteile sind iranische Staatsangehörige.
2009 nahm sie an einem Kongress für Auslandsiraner in Teheran teil, zu dem hunderte Teilnehmer aus aller Welt eingeladen waren. Während des Besuches bekundete sie ihre Unterstützung für den iranischen Präsidenten Mahmud Ahmadinedschad, indem sie ihm zwei ihrer Tennisschläger schenkte. Später beantwortete sie die Frage eines Journalisten, warum sie Sympathien für Ahmadinedschad hege, so: „Weil er der ganzen Welt die Stärke des Iran vor Augen geführt hat.“
Im Juni 2011, während der French Open, wurde bekannt, dass Rezaï wenige Tage zuvor gegen ihren Vater Strafanzeige erstattet hatte, da er sie bestohlen habe. Bereits bei den Australian Open war er nach einem Streit mit ihr vom Turnier ausgeschlossen worden. Weitere Vorwürfe gegen ihn dementierte Rezaï später. 2013 bei den French Open gab sie bekannt, dass sie wieder Kontakt und ein besseres Verhältnis zu ihrem Vater habe.

## Turniersiege

### Einzel
| Nr. | Datum             | Turnier            | Kategorie                   | Belag     | Finalgegnerin         | Ergebnis      |
| --- | ----------------- | ------------------ | --------------------------- | --------- | --------------------- | ------------- |
| 1.  | 17. Oktober 2004  | Castel Gandolfo    | ITF $10.000                 | Sand      | Anna Floris           | 3:6, 6:2, 7:5 |
| 2.  | 23. Oktober 2004  | Settimo San Pietro | ITF $10.000                 | Sand      | Liana-Gabriela Balici | 6:3, 6:4      |
| 3.  | 20. Mai 2005      | Rom                | ITF $10.000                 | Sand      | Maria Penkova         | 6:2, 6:3      |
| 4.  | 15. Mai 2005      | Saint-Gaudens      | ITF $50.000                 | Sand      | Stephanie Gehrlein    | 6:4, 2:6, 6:2 |
| 5.  | 11. Mai 2006      | Telde              | ITF $25.000                 | Sand      | Magui Serna           | 6:4, 6:1      |
| 6.  | 26. November 2006 | Poitiers           | ITF $75.000                 | Hartplatz | Ivana Lisjak          | 7:60, 6;1     |
| 7.  | 18. November 2007 | Deauville          | ITF $50.000                 | Sand      | Kirsten Flipkens      | 6:4, 6:3      |
| 8.  | 18. Mai 2009      | Straßburg          | WTA International           | Sand      | Lucie Hradecká        | 7:62, 6:1     |
| 9.  | 8. November 2009  | Bali               | WTA Tournament of Champions | Hartplatz | Marion Bartoli        | 7:5, Aufgabe  |
| 10. | 16. Mai 2010      | Madrid             | WTA Premier Mandatory       | Sand      | Venus Williams        | 6:2, 7:5      |
| 11. | 10. Juli 2010     | Båstad             | WTA International           | Sand      | Gisela Dulko          | 6:3, 4:6, 6:4 |
| 12. | 22. Juli 2012     | Contrexéville      | ITF $50.000                 | Sand      | Yvonne Meusburger     | 6:3, 2:6, 6:3 |

## Abschneiden bei Grand-Slam-Turnieren

### Einzel
| Turnier         | 2004 | 2005 | 2006 | 2007 | 2008 | 2009 | 2010 | 2011 | 2012 | 2013 | 2014 | 2015 | Karriere |
| --------------- | ---- | ---- | ---- | ---- | ---- | ---- | ---- | ---- | ---- | ---- | ---- | ---- | -------- |
| Australian Open | —    | —    | Q1   | 1    | 3    | 1    | 2    | 1    | 1    | —    | Q1   | —    | 3        |
| French Open     | Q1   | 2    | 3    | 1    | 1    | AF   | 3    | 1    | 1    | 1    | —    | Q1   | AF       |
| Wimbledon       | —    | —    | Q1   | 3    | 1    | 2    | 2    | 1    | Q2   | Q1   | —    | —    | 3        |
| US Open         | —    | —    | AF   | 2    | 2    | 1    | 2    | 1    | Q1   | —    | —    | —    | AF       |

Zeichenerklärung: S = Turniersieg; F, HF, VF, AF = Einzug ins Finale / Halbfinale / Viertelfinale / Achtelfinale; 1, 2, 3 = Ausscheiden in der 1. / 2. / 3. Hauptrunde; Q1, Q2, Q3 = Ausscheiden in der 1. / 2. / 3. Runde der Qualifikation; n. a. = nicht ausgetragen

### Doppel
| Turnier         | 2006 | 2007 | 2008 | 2009 | 2010 | 2011 | 2012 | 2013 | Karriere |
| --------------- | ---- | ---- | ---- | ---- | ---- | ---- | ---- | ---- | -------- |
| Australian Open | —    | 1    | 1    | —    | 1    | —    | —    | —    | 1        |
| French Open     | —    | 1    | AF   | 1    | 2    | 2    | 1    | 1    | AF       |
| Wimbledon       | —    | 1    | 2    | 1    | 2    | 1    | —    | —    | 2        |
| US Open         | 1    | 1    | 2    | 1    | 1    | —    | —    | —    | 2        |

### Mixed
| Turnier         | 2010 | 2011 | Karriere |
| --------------- | ---- | ---- | -------- |
| Australian Open | —    | —    | —        |
| French Open     | —    | 1    | 1        |
| Wimbledon       | —    | —    | —        |
| US Open         | AF   | —    | AF       |